# Списак средњих школа у Нишу
Списак средњих школа у Нишу обједињени је приказ свих државних средњих школа на територији Града Ниша.
- Прва нишка гимназија „Стеван Сремац“
- Гимназија „Бора Станковић“
- Гимназија „Светозар Марковић“
- Гимназија „9. мај“
- Економска школа
- Правно-пословна школа
- Трговинска школа
- Угоститељско-туристичка школа
- Медицинска школа „Др Миодраг Лазић“
- Машинска техничка школа „15. мај“
- Средња стручна школа
- Машинска школа
- Електротехничка школа „Никола Тесла“
- Електротехничка школа „Мија Станимировић“
- Грађевинска техничка школа  „Неимар“
- Прехрамбено-хемијска школа
- Школа моде и лепоте
- Уметничка школа
- Музичка школа
- Школа за основно и средње образовање „Царица Јелена”
- Специјална школа са домом ученика „Бубањ“